# Josie Gibson
Pour les articles homonymes, voir Gibson.
Joséphine Diane Shirley Gibson est née à Bristol le 24 janvier 1985. Elle est une personnalité anglaise de la télévision. En 2010, elle a remporté la onzième séries de l'émission télé-réalité Channel 4 Big Brother. Elle a été présentatrice invitée régulière pour la série du magazine chanel5 l'année suivante. Depuis 2019, elle est une présentatrice régulière et annonceuse pour ITV's This Morning, ainsi que co-animatrice de secours, à partir de 2021. En 2023, elle a participé à la vingt-troisième saison de l'émission télé-réalité I'm a Celebrity... Get Me Out of Here qu'elle finira en quatrième place.

## Biographie
Fille de Mandy Gibson, Josie est l'aînée de trois frères et trois sœurs. Elle est originaire de Bristol a fait ses études au Brimsham Green School à Yate.

### Carrière
Gibson a agrandi l'équipe de Big Brother house. Tout au long de son séjour, elle a reçu cinq nominations pour l'expulsions et n'a jamais fait face au vote du public. Elle est entrée dans une relation amoureuse avec son colocataire John James Parton et en quittant Big Brother, le couple a confirmé qu'il sortaient ensemble le 66e jour de la saison 11 de Big Brother. Josie a été sélectionnée par les autres colocataires pour recevoir un billets pour la finale. Le jour 77 de Big Brother 11, elle a été annoncée gagnante avec 77,5% des votes du public, pourcentage jamais enregistré de toutes les autres séries Big Brother.
Après une interview avec Davina McCall , elle a confirmé qu'elle allait participer à Ultimate Big Brother, puis est rentrée dans la maison Big Brother 18 minutes plus tard. Le troisième jour d'Ultimate Big Brother, Gibson a quitté la maison, tandis que d'autres colocataires présentaient leur candidature. Il a été confirmé qu'elle ne retournerait pas dans la maison Ultimate Big Brother.  Elle a retrouvé Parton quelques secondes après son évasion, alors qu'il se trouvait dans l'enceinte de Big Brother en train d'enregistrer un message pour elle.  Ses camarades de maison ont partagé leur tristesse après sa sortie, avec Ulrika Jonsson pleurant et l'éventuel vainqueur Brian Dowling prédisant qu'elle aurait gagné si elle était restée.
En octobre 2010, John James Parton et elle sont apparus dans une émission unique sur le mur suivant leur vie commune intitulée Josie et John James : ce qui s'est passé ensuite. En mai 2011, elle est apparue dans une série de télé-réalité en trois parties Il y a quelque chose à propos de Josie. Toujours en 2011, elle s'est séparée de John James Parton.

## Présentation et autres projets
Début 2011, Gibson a sorti un parfum intitulé Josie. Elle a également publié des hauts à capuche en édition limitée sur son site officiel. Elle est également devenue porte-parole de Curvissa Clothing. Elle a fait une séance photo nue implicite en août 2011. Gibson a également écrit une chronique régulière pour le magazine Now.
Gibson était journaliste showbiz pour l'émission OK! TV. Elle est apparue dans la série les jeudis et a présenté le premier épisode en janvier 2011. Elle a également présenté la série en tant qu'invitée lorsque Jenny Frost était absente. D'Accord! La télévision a pris fin le 16 décembre 2011. Elle a également été journaliste pour Big Brother's Bit On The Side d'août à novembre 2011.
Gibson était un journaliste animalier hebdomadaire pour l'émission Live With... de Channel 5 . Elle est apparue pour la première fois le 8 mars 2012, était une vedette régulière de l'émission et apparaissait une fois par semaine. À partir d'avril 2012, Gibson a écrit une chronique dans le magazine Now intitulée Just Josie.
Gibson est apparu dans de nombreuses séries télévisées, telles que : Celebrity Wedding Planner, Celebrity Impossible, Let's do Lunch with Gino & Mel, The Wright Stuff, Silent Library, Wagons Den, Celebrity Juice, Live from Studio Five, The Vanessa Show, OK! TV, Big Brother's Bit on the Side, Live with..., This Morning et Loose Women, ainsi que ses propres émissions de téléréalité John James et Josie : Que s'est-il passé ensuite et Il y a quelque chose à propos de Josie.
En janvier 2013, Gibson est devenu le nouveau visage officiel de Pearlys, une entreprise nationale britannique de blanchiment des dents cosmétiques. Plus tard ce mois-là, elle a sorti un DVD d'entraînement intitulé Josie Gibson : 30 Second Slim.
En 2016, Gibson est apparue dans la version Celebrity de Dinner Date, dans laquelle elle est allée manger chez trois hommes et a choisi une date pour un deuxième rendez-vous avec Jack. À l'époque où elle était célibataire, l'un d'eux a reconnu sa silhouette et son visage minces.
En 2017, elle est apparue comme candidate à The Jump, mais a été la première célébrité éliminée après avoir refusé de participer au saut à ski en direct. Il a été annoncé peu de temps après son départ de The Jump qu'elle présenterait une nouvelle émission de rencontres intitulée Getting Jiggy With Josie, qui sera diffusée plus tard dans l'année sur Made TV.
En 2019, Gibson a rejoint This Morning en tant que présentatrice du concours. Le 16 novembre 2021, elle devient présentatrice de l'émission, remplaçant Holly Willoughby à la dernière minute . Il a ensuite été confirmé qu'elle présenterait la série comme couverture de vacances. En 2023, elle présente aux côtés de Willoughby à la suite du départ de Phillip Schofield du programme.
En 2022, Gibson a participé à la deuxième série de Cooking with the Stars et a atteint la finale. En octobre 2022, Gibson est apparue en tant que panéliste dans l'émission The Great British Bake Off : An Extra Slice de Channel 4 .
Elle a participé à la vingt-troisième série de I'm a Celebrity...Get Me Out of Here !. Elle était la septième célébrité à être éliminée, terminant à la quatrième place et manquant de peu une place en finale.

## Vie personnelle
Gibson a fait don de 20 000 £ de ses gains à CLIC Sargent lorsqu'elle a quitté Big Brother.
En septembre 2018, elle a donné naissance à son fils, Reggie-James.

## Filmographie
| Year         | Title                                      | Note(s)                                                               |
| ------------ | ------------------------------------------ | --------------------------------------------------------------------- |
| 2010         | Big Brother                                | Concurrent, gagnant                                                   |
| 2010         | Ultimate Big Brother                       | Concurrent                                                            |
| 2010         | 8 Out of 10 Cats                           | Invité; 1 épisode                                                     |
| 2010         | Josie and John James: What Happened Next   |                                                                       |
| 2011         | There's Something About Josie              |                                                                       |
| 2011         | Celebrity Juice                            | invité paneliste; 2 épisodes                                          |
| 2011         | OK! TV                                     | Showbiz reporter                                                      |
| 2011–2018    | Big Brother's Bit on the Side              | Team captain                                                          |
| 2012         | The Wright Stuff                           | Panéliste invité                                                      |
| 2012         | Celebrity Wedding Planner                  | 1 épisode                                                             |
| 2014         | Fake Reaction                              | 1 épisode                                                             |
| 2016         | Loose Women                                | One time panellist                                                    |
| 2016         | Celebrity Dinner Date                      | Séries 5 Épisode 10                                                   |
| 2017         | The Jump                                   | Concurrente                                                           |
| 2019–présent | This Morning                               | Announcer and relief presenter (2019–2023) Rotating presenter (2023–) |
| 2022         | Cooking with the Stars                     | Concurrente; series 2                                                 |
| 2022         | The Great British Bake Off: An Extra Slice | Panelliste                                                            |
| 2022         | The Wheel                                  | Concurrente; 1 épisode                                                |
| 2023         | Ant & Dec's Saturday Night Takeaway        | Invité; 3 épisodes                                                    |
| 2023         | Blankety Blank                             | Panéliste                                                             |
| 2023         | I'm a Celebrity...Get Me Out of Here!      | Contestant; series 23                                                 |
| 2024–présent | Dancing on Ice                             | Co-Presenter with Stephen Mulhern                                     |